# أليكسيس بوسين
أليكسيس بوسين (بالفرنسية: Alexis Busin) (7 سبتمبر 1995 بسان مارتن بولوجن في فرنسا - ) هو لاعب كرة قدم فرنسي في مركز الوسط. لعب مع نادي نانسي.

## روابط خارجية
- أليكسيس بوسين على موقع قاعدة بيانات كرة القدم.إي يو (الإنجليزية)
- أليكسيس بوسين على موقع Soccerway.com (الإنجليزية)
- أليكسيس بوسين على موقع AS.com (الإسبانية)